# Eparchia di San Charbel di Buenos Aires
L'eparchia di San Charbel di Buenos Aires (in latino Eparchia Sancti Sarbelii Bonaërensis Maronitarum) è una sede della Chiesa maronita in Argentina suffraganea dell'arcidiocesi di Buenos Aires. Nel 2022 contava 764.115 battezzati. È retta dall'eparca Juan Habib Chamieh, O.M.M.

## Territorio
L'eparchia ha giurisdizione su tutti i fedeli maroniti residenti in Argentina.
Sede eparchiale è la città di Buenos Aires, dove si trova la cattedrale di San Marone.
Il territorio è suddiviso in 4 parrocchie.

## Storia
L'eparchia è stata eretta il 5 ottobre 1990.

## Cronotassi dei vescovi
Si omettono i periodi di sede vacante non superiori ai 2 anni o non storicamente accertati.
- Charbel Georges Merhi, C.M.L. (5 ottobre 1990 - 17 aprile 2013 ritirato)
  - Sede vacante (2013-1019)
- Juan Habib Chamieh, O.M.M., dal 22 novembre 2019[1]

## Statistiche
L'eparchia nel 2022 contava 764.115 battezzati.
| anno | popolazione | popolazione | popolazione | presbiteri | presbiteri | presbiteri | presbiteri                | diaconi | religiosi | religiosi | parrocchie |
| anno | battezzati  | totale      | %           | numero     | secolari   | regolari   | battezzati per presbitero | diaconi | uomini    | donne     | parrocchie |
| ---- | ----------- | ----------- | ----------- | ---------- | ---------- | ---------- | ------------------------- | ------- | --------- | --------- | ---------- |
| 1999 | 700.000     | ?           | ?           | 16         | 9          | 7          | 43.750                    | 1       | 10        |           | 4          |
| 2000 | 700.000     | ?           | ?           | 16         | 10         | 6          | 43.750                    | 1       | 11        |           | 4          |
| 2001 | 700.000     | ?           | ?           | 17         | 9          | 8          | 41.176                    | 1       | 12        |           | 4          |
| 2002 | 700.000     | ?           | ?           | 20         | 10         | 10         | 35.000                    | 2       | 12        | 5         | 4          |
| 2003 | 700.000     | ?           | ?           | 20         | 9          | 11         | 35.000                    | 2       | 12        | 6         | 4          |
| 2004 | 700.000     | ?           | ?           | 19         | 10         | 9          | 36.842                    | 2       | 9         | 6         | 4          |
| 2009 | 700.000     | ?           | ?           | 32         | 12         | 20         | 21.875                    | 2       | 20        | 8         | 4          |
| 2010 | 700.000     | ?           | ?           | 32         | 12         | 20         | 21.875                    | 2       | 20        | 8         | 4          |
| 2014 | 720.000     | ?           | ?           | 9          | 3          | 6          | 80.000                    | 2       | 6         | 8         | 4          |
| 2017 | 750.000     | ?           | ?           | 10         | 3          | 7          | 75.000                    | 2       | 7         |           | 4          |
| 2020 | 750.000     | ?           | ?           | 10         | 3          | 7          | 75.000                    | 2       | 7         |           | 4          |
| 2022 | 764.115     | ?           | ?           | 8          | 3          | 5          | 95.514                    |         | 5         |           | 4          |